# Costa Florida
La costa Florida (en francés: Côte Fleurie) es el nombre turístico que recibe un tramo de unos 40 km de la costa francesa del canal de la Mancha (Atlántico) que se extiende entre las desembocaduras de los ríos Touques y Orne, al noroeste del país, al este del departamento de Calvados (región de Normandía). Corresponde a la costa oeste del País de Auge, en la bahía del Sena. Está situada entre la Costa de Nácar, en el oeste, y la Cote de Grace, en el este, que se extiende desde Trouville hasta Honfleur  en la desembocadura sur del estuario del Sena.
El litoral tiene un buen número de largas playas arenosas separadas por acantilados bajos y dos valles fluviales: los valles des Dives y del Touques.

## Presentación

Deauville à la Belle-Époque, de Eugène Boudin.

Raymond Coustant d'Yanville, presidente de la sociedad de horticultura del distrito, habría sido el primero en utilizar el nombre «Côte Fleurie» en 1903:

¡Como hay en el Mediterráneo la Costa Azul, gracias a nosotros, hay en el Canal de la Mancha la Costa florida!
comme il y a sur la Méditerranée la Côte d'Azur, grâce à nous, il y a sur la Manche la Côte fleurie !
Jean-Joseph Julaud

Este nombre de «Côte Fleurie» se convirtió en un concepto turístico propagado con el desarrollo del turismo y la necesidad de distinguir los diferentes paisajes de las costas francesas, al tiempo que resumía la principal característica que la distinguía de las otros (Costa Azul, Costa de Nácar, Côte de Alabastro, Costa de Esmeralda, etc.).
El término hace referencia a la campiña rica y floral del interior (ver los manzanos en flor) y a los numerosos jardines de las villas construidas frente al mar en el siglo XIX, durante la Belle Époque.  
Las principales ciudades, en su mayoría balnearios de renombre, son (de este a oeste) :

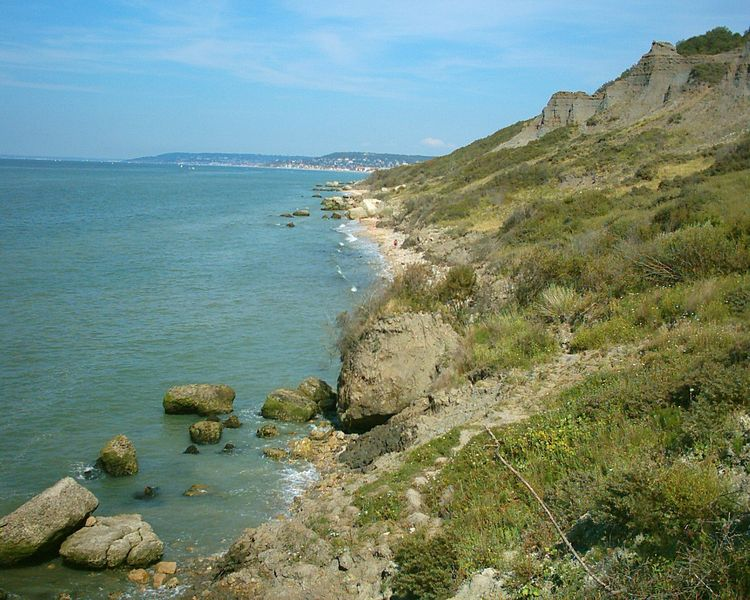
acantilados de las Vacas Negras

- Honfleur
- Villerville
- Trouville-sur-Mer
- Deauville
- Benerville-sur-Mer
- Blonville-sur-Mer
- Villers-sur-Mer
- Houlgate
- Dives-sur-Mer
- Cabourg
- Le-Hôme-Varaville
- Merville-Franceville-Plage
- Sallenelles